# Prosna (Opole)
Pour les articles homonymes, voir Prosna.
Prosna est une localité polonaise de la gmina de Praszka, située dans le powiat d'Olesno en voïvodie d'Opole.